# Opus isodomum
Opus isodomum je prastara tehnika zidnoga veza od najfinije obrađenih, potpuno pravilnih kvadratičnih kamenih blokova jednake visine, a ponekad i jednake dužine. 
U vrijeme klasične antike ta je tehnika dovedena do savršenstva, te su mnoga, prije svega javna zdanja (hramovi, kazališta, amfiteatri i dr.) izgrađena na taj način.
Tehniku kratko opisuje Vitruvije riječima: „Isodomum“ je oblik kada se svi slojevi zidaju u jednakoj visini (De Architectura, II. knjiga, VIII. poglavlje).
Vitruvije dalje navodi da se kameni blokovi postavljeni ovom tehnikom vežu mortom (malterom), no mnogo češće oni su nanizani „u suho“ i povezani željeznim sponama – „klamfama“, fiksiranim u kamen lijevanim olovom.
Potpuno pravilni opus isodomum relativno je rijedak, osobito u provincijama. Češće se sreće opus isodomum koji ima blokove jednake visine, ali ne i jednake dužine. Pri tom se, radi čvrstoće zida, redovito ipak pazi da se završetci kamenih blokova alernirajućih redova zida ne poklapaju.
Opus pseudoisodomum je inačica koju opisujući opus isodomum spominje Vitruvije, navodeći da je riječ o načinu zidanja pri kojem „se redovi slojeva grade nejednako i nepravilno“, očito misleći na visinu i dužinu blokova, koji su međutim i dalje isklesani u formi savršenih kvadara.
Oba načina zidanja Vitruvije smatra grčkim, ističući da se „tako dobivaju trajna i čvrsta svojstva zida“.
Valja naglasiti da su zidovi podignuti u tehnici opus pseudoisodomum ponekad bili obloženi žbukom, te njihova fina struktura zidnog veza zapravo nije bila vidljiva.